# Жоан Гампер
Жоан Гампер (ісп. Joan Gamper, нім. Hans-Max Kamper; нар. 22 листопада 1877, Вінтертур, Швейцарія — пом. 30 липня 1930, Барселона, Іспанія) — спортсмен, засновник футбольного клубу «Барселона», її гравець, капітан і президент (1908—1909, 1910—1913, 1917—1919, 1921—1923 и 1924—1925). Також вважається одним з ініціаторів створення швейцарських футбольних клубів «Цюрих» та «Базель» (капітаном яких він був).

## Ранні роки
Ганс-Макс Гампер народився в Вінтертурі, Швейцарія. Він був старшим сином і третім з п'ятьох дітей, народжених у Гампера-старшого і Розіни Емми Гессіг. Коли Гансу було сім років, пологи чергової дитини (сина, якого нарекли Фріц) та туберкульоз стали причиною смерті матері численного сімейства. Раптово овдовілий, з п'ятьма дітьми на руках, Август Гампер вирішив переїхати в Цюрих, де жили його рідні. Батько не міг приділяти багато часу всім дітям, і ті змушені були проводити час, в основному, будучи наданими самі собі. Юний Ганс вибрав досить популярне в кінці 19 століття заняття спортом, чому сприяла і політика, що проводилася в школах і гімназіях, з популяризації здорового способу життя.
Гампер дуже скоро досяг серйозних успіхів у велоспорті та легкій атлетиці, навіть вигравши кілька місцевих чемпіонатів. Також є свідчення очевидців, що він захоплювався регбі, футболом, плаванням, тенісом і гольфом. Поступово Ганс позначив для себе пріоритетний напрямок у спорті і в житті — футбол. У Цюриху він заснував новий клуб під назвою «Ексельсіор», а пізніше деякий час виступав за «Базель», в якому був капітаном. 1896 року Гампер взяв безпосередню участь в створенні клубу «Цюрих», де став першим капітаном.
У 18 років Ганс Гампер був відряджений компанією, де він підробляв на життя, у французький Ліон, де також займався спортом, особливо регбі.

## Заснування «Барселони»
У 1898 році Гампер зібрався в Африку, освоювати бізнес з торгівлі цукром, але по дорозі вирішив відвідати свого дядька Емілі Гейссерта, що жив в Барселоні. Ганс вирішив залишитися у цьому місті, яке йому дуже сподобалося, без проблем влаштувавшись в представництво Ліонського банку і за сумісництвом в залізничну компанію «Сарріа». Пізніше він змінив своє ім'я на каталонський його варіант, «Жоан Гампер».
Як істинний протестант-кальвініст він став регулярно відвідувати швейцарську євангелістську церкву, де познайомився з кількома молодими людьми, які, як з'ясувалося пізніше, були зовсім не проти поганяти м'яч вечорами і практикували це хобі неподалік від місцевої Тріумфальної арки — там було хороше освітлення, і грати можна було до пізньої ночі. В один з таких вечорів Ганс зустрівся з двома братами — англійцями Парсонс.
Гампер також допомагав видавати журнал «Лос-Депортес», що виходив в Барселоні. 22 жовтня 1899 року в цьому тижневику з'явилося невелике, на дев'ять рядків повідомлення, про своє бажання створити футбольний клуб:
|                                               | «Наш друг, містер Ганс Гампер, у минулому гравець «Ексельсіора», колишнього чемпіона Швейцарії, висловив побажання провести в Барселоні футбольний турнір. З цією метою він просить всіх, хто зацікавлений цій грі, зв'язатися з ним через нашу редакцію по вівторках і п'ятницях». |
| — Журнал «Лос-Депортес». 22 жовтня 1899 року. | |

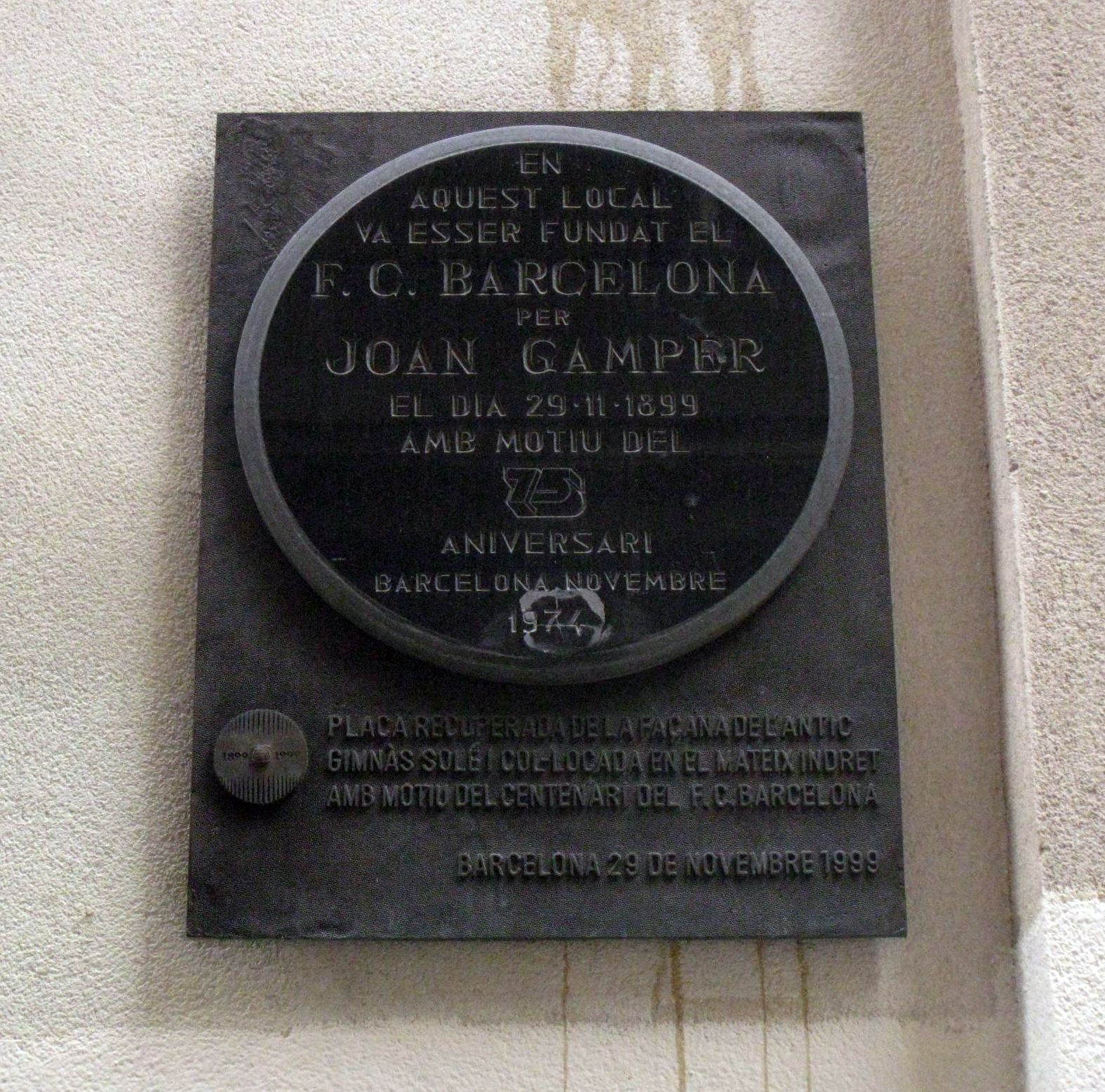
Пам'ятна дошка, присвячена 100-річчу заснування Гампером клубу «Барселона».

Протягом місцяця на оголошення відгукнулися швейцарські, англійські та іспанські любителі футболу, виказавши бажання стати засновниками: Вальтер Вайльд, Луїс Оссо, Бартоломеу Террадас, Отто Кунцл, Отто Маєр, Енріко Дукал, Пере Кабот, Карлес Пужоль, Жосеп Лобет і його нові знайомі Джон і Вільям Парсонси.

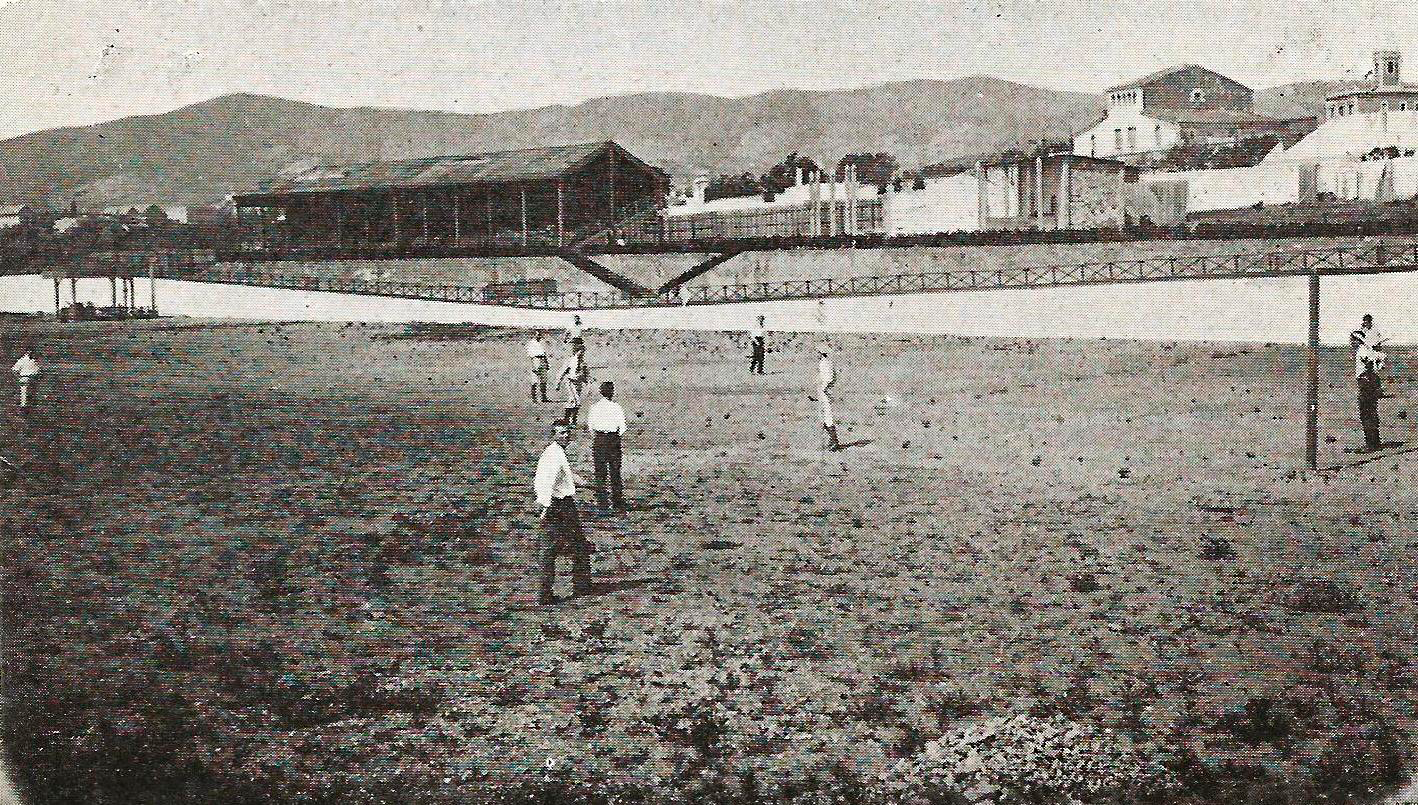
Поле «Велодром», на якому починала грати «Барселона». Фото 1899 року.

29 листопада того ж року в спортивному залі «Гімнасіо Соле» відбулася зустріч цих одинадцяти однодумців. Ганс досить швидко переконав усіх в тому, що якщо Христофор Колумб зміг відкрити Америку за багато тисяч кілометрів від Іспанського королівства, то чому б їм, молодим, енергійним і честолюбним людям, не вдихнути життя в самій Іспанії, а точніше в славній Барселоні перший у місті футбольний клуб. Тоді ж, на першому засіданні відбулися вибори президента (Вальтер Вайльд), секретаря (Луїс Оссо), скарбника (Бартоломеу Террадас) і капітана (Жоан Гампер). При цьому через велику кількосіть британців клуб отримав назву «Football Club Barcelona» (оригінальна англійська версія) замість іспанської назви «Club de Futbol Barcelona». Хоч Гампер був рушійною силою в клубі, спочатку він обрав роль члена правління і капітана клубу. Напевно справа в тому, що йому було лише 22 роки, і він просто хотів повністю віддатися грі яку любив.
12 грудня того ж року Гампер з товаришами визначили емблему клубу. З метою показати свій внесок у спортивне життя міста як емблема був прийнятий герб Барселони. Пізніше, в 1910 році, правління вирішило, що клубу (варто мати свою власну емблему. З цією метою був проведений конкурс, який виграв вантажник з порту Колумба, Хорді Ласа Гарсія, який згодом став художником-сюрреалістом. Він і подарував майбутньому гранду світового футболу нинішню емблему, яка містить у собі кольори Каталонії (червоний і жовтий), клубу (синій і гранатовий) і червоний хрест на білому фоні (прапор Англії).
З приводу того, звідки взялися синьо-гранатові клубні кольори, існують досить багато версій. Найбільш реалістичною видається наступна: засновник «Барселони» Ганс Гампер побажав бачити гравців свого клубу одягненими в кольори того кантону, де він жив усе своє свідоме життя — Тічино. Також не виключено, що швейцарець просто скопіював кольору свого першого клубу, за який він виступав — «Ексельсіор». Нарешті, на зустрічах керівництва клубу в одного із засновників був олівець, наполовину синій, наполовину червоний, що було дуже характерно для тих часів в Європі.
До питання екіпіровки Гампер підійшов не менш вимогливо: футболка була розділена навпіл на синій і гранатовий кольори, рукава були протилежного кольору. Ігрові труси були білими.
Перший час для домашніх матчів «блауграна» було вирішено орендувати поле «Велодром»  в містечку Бонанова.

## Виступи за «Барселону»

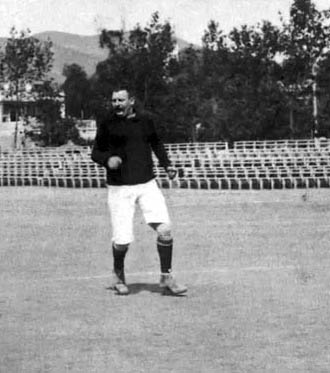
Жоан Гампер під час виступів за «Барселону». 1902 рік.

8 грудня 1899 року, «Барса» зіграла свій перший домашній матч проти місцевої збірної англійських моряків, поступившись з мінімальним рахунком 0-1. Справедливості заради треба відзначити, що британську команду для набору кворуму підсилили гравці «Барселони». В тому ж матчі за каталонську команду дебютував і Гампер. Вже в наступному матчі 24 грудня на цьому ж стадіоні була обіграна команда, складена з каталонців. А незабаром клубу вдалося взяти впевнений реванш у англійців — 3:1.
У 1901 році команда виграла свій перший трофей — Кубок Макайя, пізніше перейменований в Чемпіонат Каталонії. По ходу розіграшу «Барса» видала абсолютно феєричний матч проти команди під назвою «Франко Еспаньйол», розгромивши суперника з рахунком 13-0. Гампер в тій зустрічі забив 9 м'ячів.
13 травня наступного року відбулося перше в історії Ель Класіко між «Барселоною» і «Мадридом». Каталонці здобули впевнену перемогу, тричі вразивши ворота противника і пропустивши лише одного разу. Дубль оформив австрієць Удо Штайнберг, ще один м'яч на свій рахунок записав Гампер. Ця перемога дозволила клубу вийти до фіналу першого розіграшу Кубку Іспанії. Там команда з Гампером зазнала поразки 2-1 від «Клубу Біскайя».
«Барселона» набирала популярність. Але, Конституція Іспанії в той час забороняла відкритий прояв релігійного вільнодумства на території країни. Католицизм тут став більше, ніж релігією, він став способом поведінки. Синьо-гранатові, що мали у складі відразу кілька англійців-протестантів і засновника-кальвініста, відразу втратили свій хребет: половина гравців основи «Барселони» були змушені покинути не тільки клубу, але і країну, щоб уникнути неприємностей. Самому Гамперу довелося не тільки поступитися капітанську пов'язку одному з футболістів, але і залишити «Барселону» аж до кінця 1908 року. Саме тоді він одружився з швейцарською дівчиною Еммі, яка дотримувалася суворих католицьких переконань.
Всього він зіграв 48 матчів за «Барселону» в періоді між 1899 і 1903 роками, забивши більше 100 м'ячів. Його товаришем по команді став англієць Артур Вітті.

## Президентство в клубі

### Перша каденція (1908—1909)
У 1908 році справа йшла до того, що «блауграна» припинить своє існування. Клуб був на межі розорення. Деякі з найкращих гравців клубу повісили бутси на цвях і їм не вдавалося знайти заміну. Незабаром це почало впливати на поведінку клубу на полі і поза ним. Клуб не вигравав нічого з 1905 року і в результаті почалися фінансові проблеми. Діючий президент «Барселони» Вінченцо Рейг пішов у відставку через 22 дні після свого затвердження на посаду. У штаті клубу залишалося всього 38 чоловік. На позачергових зборах директор «Барселони» Франческ Санс в прес-релізі лаконічно пояснив ситуацію: «з економічної точки зору клуб близький до банкрутства». Тишу порушив Чарльз Воллас, один з авторитетних футболістів «блау-грана»: «Невже ні в кого тут не вистачить мужності врятувати клуб? Якщо хто-небудь зважиться на це піти, нехай знає, що може розраховувати на кожного з гравців». Після чого Ганс Гампер, який до цього не промовив ні слова, встав і виголосив промову, що стала згодом знаменитою:
| | Футбольний Клуб «Барселона» не може померти. І не помре. Якщо зараз ніхто не побажає зайнятися справами клубу, це зроблю я, особисто. Упевнений, що мене підтримають ті, хто в мені не сумнівався навіть тоді, коли футбол взагалі здавався ненормальним справою. З цього дня я хочу забути ту несправедливість і обман, які змусили мене відійти від справ клубу, і хочу боротися за те, щоб одного разу ми знову, всі разом, встали на ноги... |
| — Гімназія «Соле». Збори Ради директорів ФК «Барселона». З виступу Ганса Гампера.2 грудня 1908 року. | |

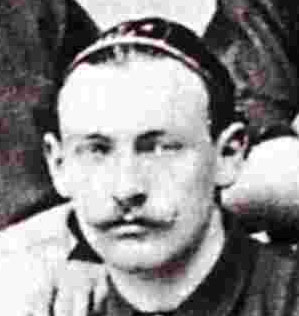
Жоан Гампер у 1902 році.

Всупереч прогнозам, краху футбольного клубу не сталося. Грамотний менеджмент Гампера та розумна соціальна політику (однією з основних ідей було повернення в клуб людей, раніше в тій чи іншій іпостасі знаходилися в системі клубу, таких у підсумку виявилося більше двохсот) приніс свої плоди.
Одним з його найголовніших досягнень є допомога «Барсі» у придбанні власного стадіону. До 1909 року команда грала на різних полях, але жодне з них не було власністю клубу. Гампер домігся залучення коштів у місцевих компаній і у березні 1909 року вони переїхали на стадіон «Кар'єра Індустрія» місткістю 6000 чоловік, яка мала два яруси трибун (велика рідкість по тим часам) і перше в Іспанії штучне освітлення. Офіційно стадіон був відкритий 14 березня. До того часу ФК «Барселона» вже став колекціонувати трофеї: Кубок Макаї 1901/02, чемпіон Каталонії 1904/05 і 1908/09. Виконавши свою нелегку місію, Гампер 14 жовтня 1909 року, через 322 дні після того, як він став президентом, пішов з посади, але залишився в Раді директорів. До цього часу число членів клубу зросла до 560 осіб.

### Друга каденція (1910—1913)
Через рік Гампер і найближчі його соратники зібралися в каталонському кафе «Моріц». На порядку денному була ідея відновлення президентських повноважень засновника куба. Ганс погодився. У сезоні 1910/11 Гамперу довелося зіткнутися не тільки з внутрішніми проблемами, викликаними власним потоком професіоналів у футболі, але і з яскраво вираженою антипатією іспанської федерації футболу по відношенню до «Барселоні».
Наступний сезон протікав дуже непросто, але закінчився на мажорній ноті: «Барса» виграла Кубок короля.
Поновлені розбіжності між каталонським клубом та іспанською федерацією досягли свого апогею в сезоні 1912/13. У підсумку, клуб вийшов зі складу федерації, а втомлений від нескінченних розбирань з чиновниками Гампер вирішив залишити президентський пост.

### Третя каденція (1917—1919)
17 червня 1917 року Жоан знову обійняв посаду президента «Барселони», щоб реконструювати застарілу систему клубного менеджменту. Першим ділом він запросив на тренерський місток британського фахівця Джона Берроу, який став першим в історії тренером команди. До того обов'язки тренера виконував капітан команди. Гампер також взяв в команду легендарного гравця Пауліно Алькантара і клуб став стабільно першим за забитими м'ячами. Крім того, Гампер підписав англійця Джека Грінвелла, який став першим професійним футболістом в історії «Барси». Через 4 місяці Берроу був звільнений через проблеми з алкоголем та невдалу гру команди і місце Берроуа на чолі клубу зайняв саме Грінвелл.
У 1919 році в команду прийшли гравці, що вже встигли зарекомендувати себе — Рікардо Самора, Фелікс Сесумага і Хосеп Самітьєр. По закінченні сезону Гампер добровільно написав заяву про відставку.

### Четверта каденція (1921—1923)

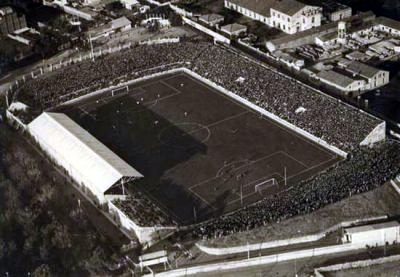
Новий стадіон клубу «Лес Кортс», відкритий за часів президентства Гампера у 1922 році. Фото 1930 року.

А двома роками пізніше, 17 липня 1921 року, засновник в четвертий раз став президентом «Барселони».
Почалася нова, «золота» ера «Барси». До 1922 році футболісти видали вражаючу серію перемог в чемпіонатах Каталонії (8 титулів) та Кубку короля (5 титулів), а число членів досягло знаковою цифри в 10 000 чоловік. Але на цьому тріумфальний хід по Піренеями команди з Барселони не закінчилося.
Найголовнішою подією, безсумнівно, стало відкриття 20 травня 1922 року стадіону «Лес Кортс», що отримав пізніше назву «храму футболу» і вміщував спочатку 30, а потім і 60 тисяч глядачів. В честь Ганса Гампера муніципалітет Барселони назвав одну з вулиць неподалік від арени. Становище клубу було найбільш стабільним в країні, а гра вже тоді найпривабливішою. До кінця наступного сезону «Барса» мала більше 10 000 офіційних членів клубу. Упевнившись, що справи у команди йдуть в гору, Гампер знову передав свої президентські повноваження.

### П'ята каденція (1924—1925)
1924 року наближалася «срібна» річниця заснування клубу — 25 років. За місяць до початку проведення урочистостей Гампер в п'ятий раз зайняв президентське крісло «Барселони», в останній раз.
До того часу успіхи «Барси» стали ототожнюватися з національною самосвідомістю Каталонії, що згодом трагічно позначиться на історії клубу. За ті 25 років, що Жоан Гампер був біля штурвала, він змусив світову громадськість говорити про «Барселону» як одну з найсильніших команд в Європі.
14 червня 1925 року на стадіоні «Лес Кортс» у присутності 14 000 глядачів відбулася знакова для всієї Каталонії подія: за традицією звучавший перед черговим матчем чемпіонату іспанський гімн був обсвистаний, а замість нього тут був же зіграний гімн Великої Британії у виконанні британських моряків, які перебували в той час в Барселоні. Цього було достатньо для того, щоб командувач військовим округом генерал-капітан Каталонії Мігель Прімо де Рівера всерйоз приділив увагу «Барселоні» і її президенту.
17 грудня 1925 року всі члени Ради директорів «Барселони» на чолі з Жоаном Гампером були відсторонені від займаних ними посад. Звинувачений у поширенні каталонського націоналізму Гампер був депортований з Іспанії, а арену на півроку закрили (пізніше дискваліфікацію зменшили до трьох місяців). Так була поставлена крапка у відносинах Жоана Гампера і його клубу.

## Останні роки
Політичний конфлікт в Іспанії все більше почав затуляти безпосередньо спорт. Спалахнувши в останній раз у 1929 році (перша перемога в чемпіонаті Іспанії) «Барселона» почала відчувати серйозні фінансові і соціальні проблеми — кількість членів клубу стала різко скорочуватися. Тільки чемпіонат Каталонії залишався в межах досяжності «Барси». Через місяць після початку Громадянської війни в 1930 році солдати генерала Франко вбили президента «Барселони» Жозефа Суньйоля.
Після заслання Гампер повернувся на батьківщину, у Швейцарію, та втратив свій колишній ентузіазм і стан його здоров'я різко погіршився.
Через деякий час влада країни все ж дозволили йому повернутися в Барселону, але при певних умовах:
|                 | Як умова його повернення, йому заборонили будь-які контакти з клубом. В результаті йому було дуже важко впоратися з цією ситуацією і він впав у депресію. Минуло п'ять страшних років, які у результаті привели його до смерті в 1930 році. Велика депресія 1929 року зруйнувала його остаточно. |
| — Мануель Томас | |

Жоан Гампер застрелився 30 липня 1930 року в своєму будинку в Барселоні.

## Пам'ять
У 1955 році керівництво «Барселони» запропонувало назвати новий стадіон «Камп Ноу», що саме будувався, на честь Жоана Гампера, але диктатура Франсіско Франко різко припинила цю спробу. Історик клубу Мануель Томас виділяє наступні причини:
|                 | Диктатура Франко рішуче виступає проти цього рішення так як він був іноземцем-самогубцем, сповідував протестантизм будучи масоном, при цьому дотримувався ліберальної ідеології і був прихильником каталанської мови. Таким чином, він розмовляв каталанською і навіть змінив своє ім'я Ганс на каталонське Жоан. Жоан Гампер був забороненою темою. |
| — Мануель Томас | |

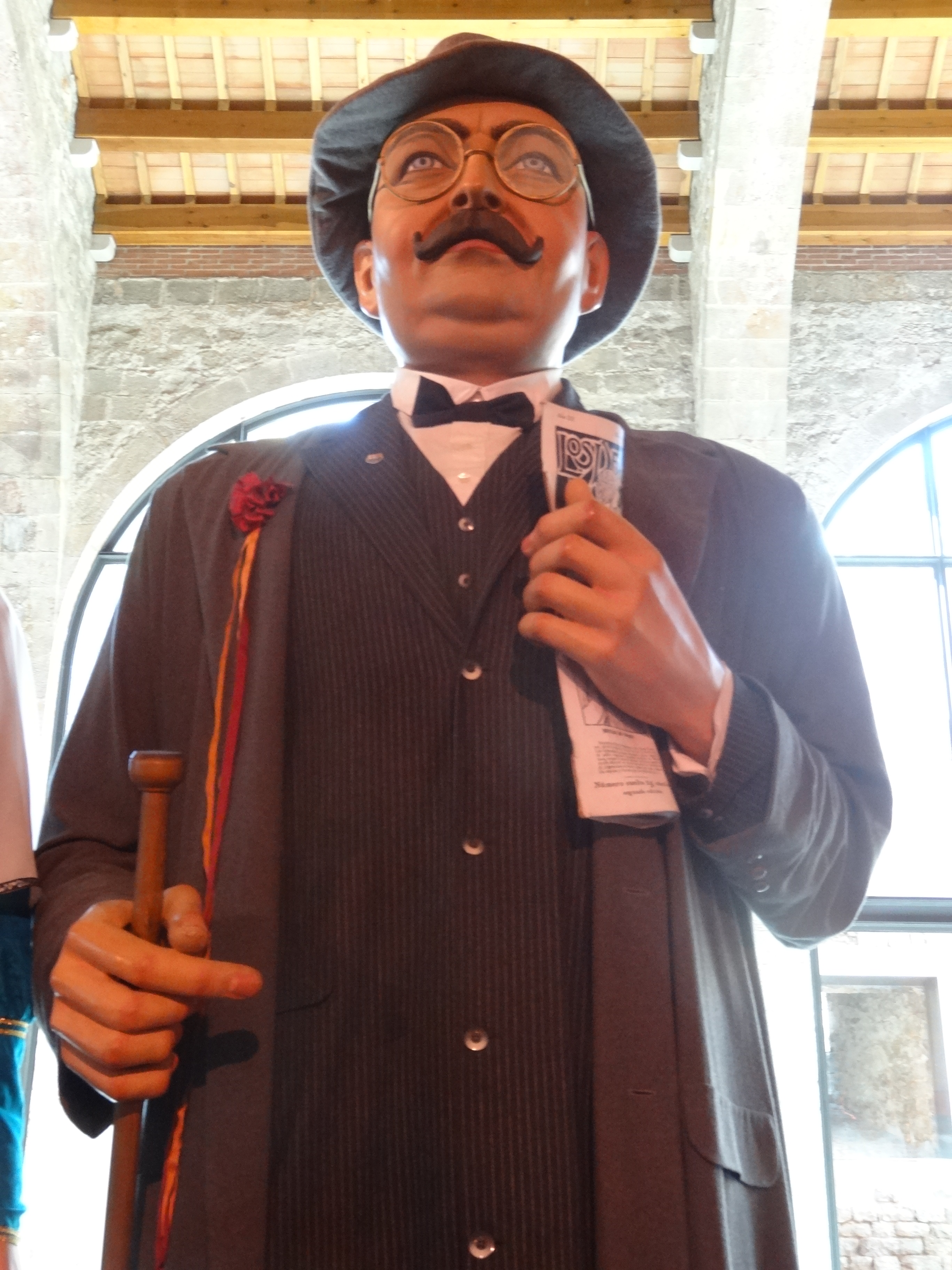
Скульптура Жоана Гампера в музеї Барселони.

Пізніше в місті з'явилася вулиця ім. Ж. Гампера в районі Лес Кортс, а клуб навічно закріпив членський квиток № 1 за його ім'ям.
У 1966 році президент Енрік Льяудет організував розіграш Кубка Жоана Гампера, який згодом досяг значної міжнародної репутації, та розіграш якого традиційно відкриває сезон на «Камп Ноу».
В музеї «Барселони» і донині виділяється стенд, присвячений творцеві клубу. Цікаво, що ще в двадцятих роках XX століття Жоан Гампер виношував ідею створення подібного клубного музею. Але з ряду причин ідея не матеріалізувалася, поки в 1984 році найвідоміший президент «Барселони» Хосеп Луїс Нуньєс не взявся за здійснення проекту. І в цій справі синьо-гранатові виявилися першопрохідцями у футбольному світі. Після кількох перебудов і розширення музей займає три з половиною тисячі квадратних метрів підтрибунних приміщень. Музей ФК «Барселона» — одне з найбільш відвідуваних місць в місті.
У серпні 2004 року «Барселона» увійшла в Книгу рекордів Гіннеса, розгорнувши найбільший у світі прапор (прапор Каталонії) в розіграші Кубка Гампера (суперником виступав італійський «Мілан»). Смугасте полотнище з вогнетривкої тканини площею 13108 кв. метрів побило попередній рекорд — 12000.
1 червня 2006 року керівництво «Барселони» урочисто відкрило в Сан-Жуан-Даспі спортивний комплекс Сьюдад Депортіва Жоан Гампер.
Також однією з головних особливостей «Барселони» є її багатоплановість, що проявляється в існуванні безлічі різних секцій клубу, саме яким його задумував Гампер.